# Neoamerioppia deficiens
Neoamerioppia deficiens är en kvalsterart som först beskrevs av Balogh 1959.  Neoamerioppia deficiens ingår i släktet Neoamerioppia och familjen Oppiidae. Inga underarter finns listade i Catalogue of Life.